# رنییر (مینه‌سوتا)
رنییر، مینه‌سوتا (به انگلیسی: Ranier, Minnesota) یک شهر در ایالات متحده آمریکا است که در Koochiching County واقع شده‌است.

## خصوصیات
رنییر ۰٫۳۶ کیلومترمربع مساحت و ۱۴۵ نفر جمعیت دارد و ۳۴۲ متر بالاتر از سطح دریا واقع شده‌است.